# Pallavolo ai Giochi della XXV Olimpiade
I tornei di pallavolo ai Giochi della XXV Olimpiade si sono svolti dal 26 luglio al 9 agosto del 1992 a Barcellona, in Spagna, durante i Giochi della XXV Olimpiade.

## Podi
| Evento                         | Oro     | Argento           | Bronzo      |
| Pallavolo maschile (dettagli)  | Brasile | Paesi Bassi       | Stati Uniti |
| Pallavolo femminile (dettagli) | Cuba    | Squadra Unificata | Stati Uniti |